# Прямая Стена
Пряма́я Стена́ (лат. Rupes Recta) — линейный уступ на Луне, в юго-восточной части Моря Облаков (22°06′ ю. ш. 7°48′ з. д. / 22,1° ю. ш. 7,8° з. д.). Латинское название уступа означает «Прямая скала», но его передают как «Прямая Стена». Это лучший пример сброса на Луне и популярный объект наблюдения астрономов-любителей.
Прямую Стену открыл в 1686 году Христиан Гюйгенс, но его наблюдения были опубликованы лишь через два века, и объект получил известность только после повторного открытия Иоганном Шрётером в 1791 году. Название «Прямая Стена» (англ. Straight Wall) появилось не позднее 1870-х годов, когда его использовал на своей карте Уильям Бёрт.

## Описание
Стена имеет длину 120 км, типичную ширину 2—3 км и высоту 240—300 м. Таким образом, на самом деле её уклон относительно небольшой. При освещении с противоположной стороны она, наоборот, выглядит яркой, а при высоком Солнце почти не видна.
Примерно на 8-й день после новолуния, когда Солнце освещает Прямую Стену под косым углом, она отбрасывает широкую тень, которая придаёт ей вид крутого обрыва.
На южной оконечности Стены находится группа холмов, известная как «Олений Рог» (англ. Stag's Horn). Христиан Гюйгенс сравнивал их с эфесом меча, «клинком» которого является сама Стена. Официального (утверждённого МАС) названия у этих холмов нет.
К западу от Стены находится кратер Берт диаметром около 17 км и борозда Бёрта (Rima Birt). На северо-востоке находится кратер Альпетрагиус, а на востоке — Табит.

## Формирование
Прямая Стена появилась при опускании поверхности Моря Облаков с её западной стороны, но детали этого процесса остаются неизвестными. Были высказаны предположения о проседании морских базальтов под действием собственного веса (возможно, облегчённом столбчатой отдельностью), о влиянии удара, образовавшего бассейн Моря Дождей, или возможного подъёма вещества мантии под Океаном Бурь, а также другие гипотезы. Моделирование 2013 года, основанное на рельефе уступа, показало, что смещение пород продолжается до глубины около 42 км, а его максимальная величина составляет около 400 м.